# Cerastium chlorifolium
Cerastium chlorifolium är en nejlikväxtart som beskrevs av Fisch. och C. A. Mey. Cerastium chlorifolium ingår i släktet arvar, och familjen nejlikväxter. Inga underarter finns listade i Catalogue of Life.